# Filip Albrecht

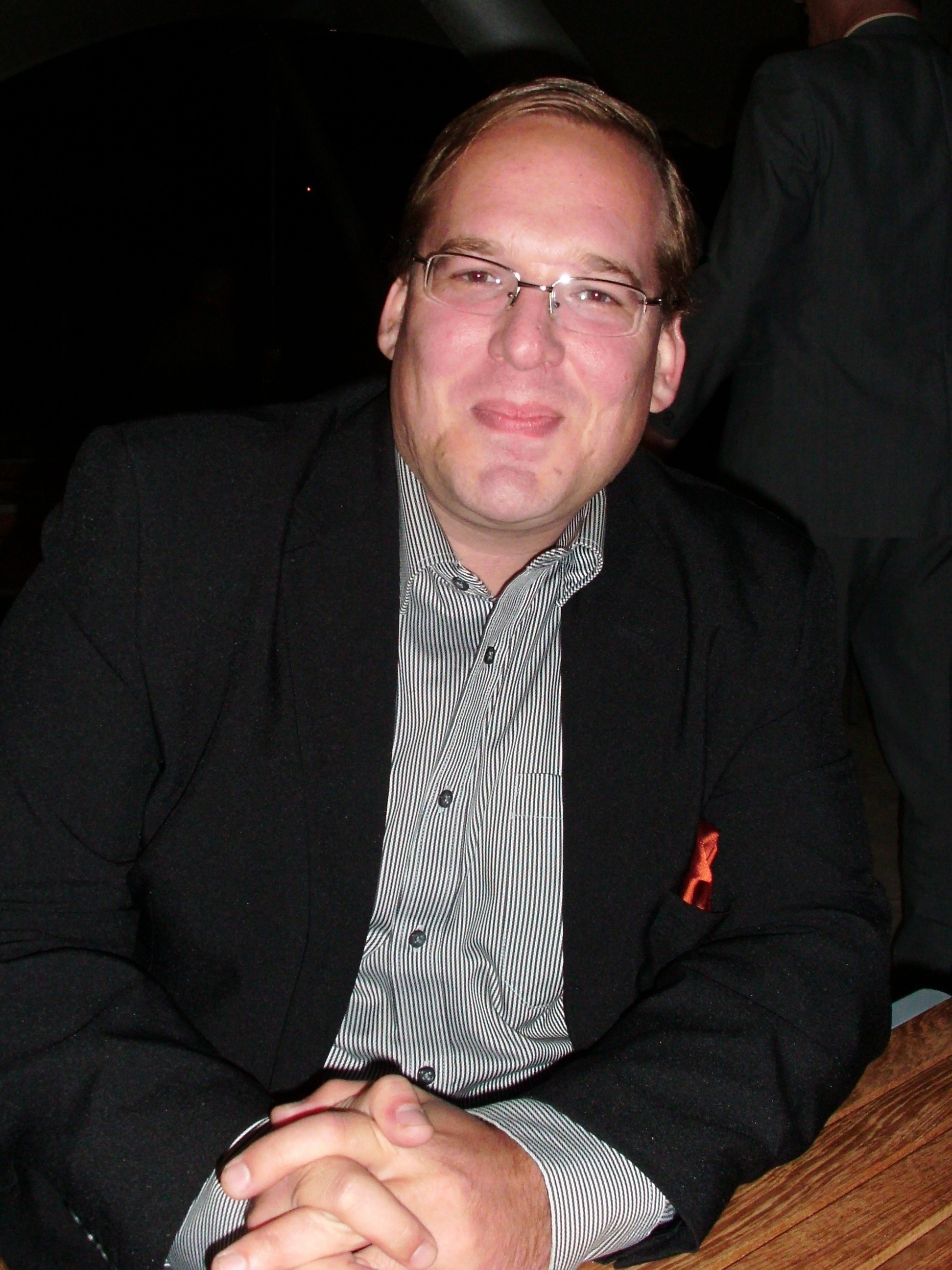
Filip Albrecht (2012)

Filip Albrecht (* 28. November 1977 in München, bürgerlich Hanns Philipp Albrecht) ist ein deutsch-tschechischer Textdichter, Musikproduzent und Medienmanager, der auch als Leiter von deutschen und tschechischen Filmfestivals sowie als Filmhändler und Filmproduzent tätig ist.

## Leben
Albrecht wuchs in Bayern auf, entschied sich aber 1999 nach Prag umzusiedeln und dort ein Unternehmen zu gründen, das sich mit dem weltweiten Filmrechtehandel von tschechischen TV- und Kinofilmen befasst, mit dem Schwerpunkt Märchenfilme und Dramen. Daneben ist er Librettist der deutschen Version des Musikspielfilms Drei Brüder von Jan Svěrák. sowie der deutsche Librettist und Textdichter des Musicals Cinderella on Ice. Als Textdichter und Produzent ist er zudem seit 2001 tätig für Karel Gott und Helena Vondráčková, denen er zwischen 2001 und 2017 rund dreißig Titel schrieb. Ebenfalls ist er der Manager von Helena Vondráčková und dem Schauspieler und Entertainer Pavel Trávníček.
Als Direktor der International Relations der Filmfestivals Zlín und Mladá Boleslav brachte er zahlreiche deutsche und internationale Künstler wie Götz George, Jürgen Prochnow, Maximilian Schell, Helmut Berger, Frank Beyer, Armin Mueller-Stahl, Hanna Schygulla, Sir Peter Ustinov, Ottfried Fischer, Gojko Mitić oder Pierre Brice in die Tschechische Republik.
Als Schriftsteller und Ghostwriter verfasste er mit Karel Gott dessen Autobiografie Zwischen zwei Welten.
Seit 2013 ist er Geschäftsführer der tschechisch-slowakischen Fernsehsender Šlágr TV und Country Nr.1. Für seine Fernseharbeit wurde er im November 2014 im Rahmen des Smago! Award in Berlin mit dem ADS Medienpreis in der Kategorie „Fernsehen Ausland“ ausgezeichnet.

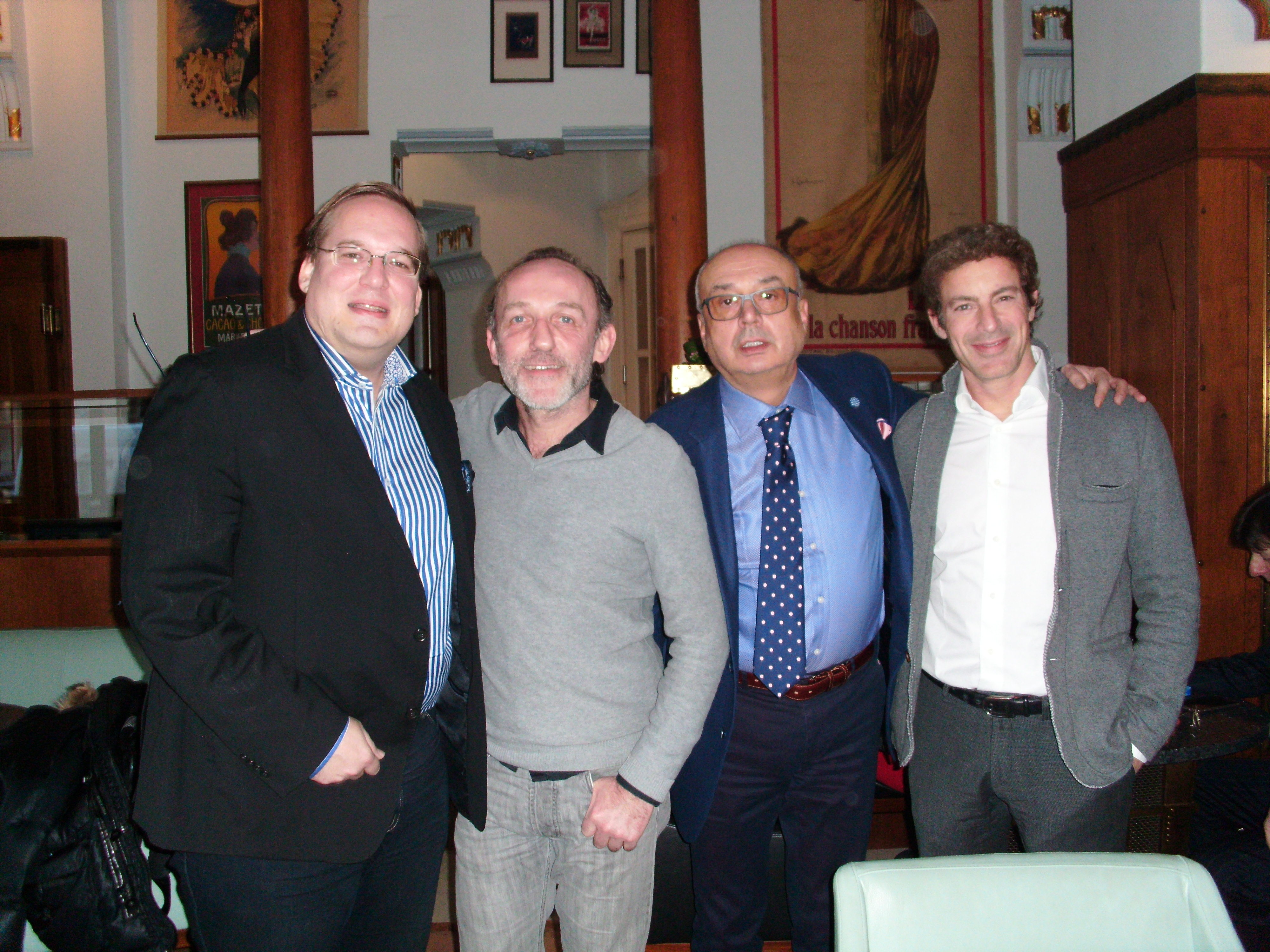
Filip Albrecht, Karl Markovics, Peter Kovárčík und Gedeon Burkhard auf der Pressekonferenz des Films Die Geliebte des Teufels (2015)

Er ist Koproduzent des Kinofilms Die Geliebte des Teufels (Lída Baarová) von Filip Renč über das Leben der tschechischen Schauspieldiva Lída Baarová mit Karl Markovics, Tatiana Pauhofová und Gedeon Burkhard in den Hauptrollen, dessen Weltpremiere am 20. Januar 2016 unter Anwesenheit des tschechischen Staatspräsidenten Miloš Zeman und Vizepremierministers Andrej Babiš in Prag stattfand.
Im Herbst 2016 wurde er zum Festivaldirektor des Internationalen Märchenfilmfestivals Fabulix in Annaberg-Buchholz ernannt, dessen erster Jahrgang vom 23. bis zum 27. August 2017 stattfand und von über 20.000 Gästen besucht wurde.

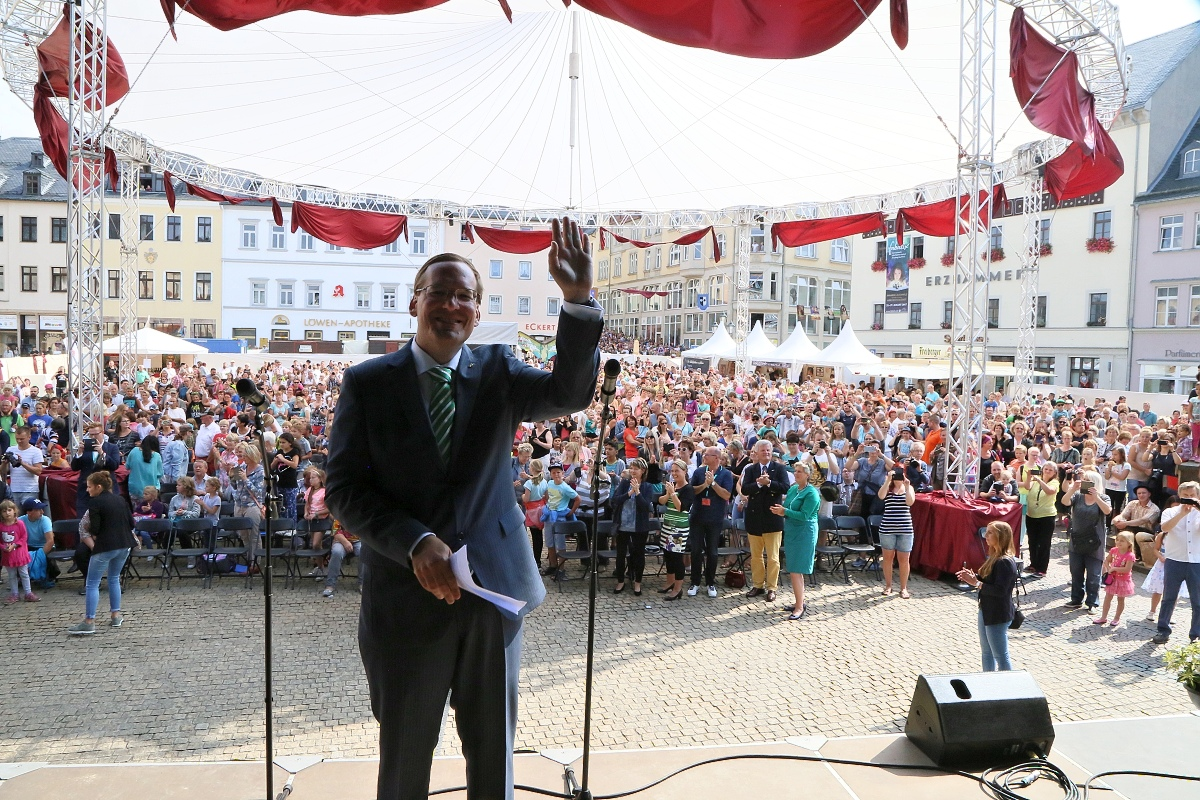
Filip Albrecht auf der Abschlussgala von Fabulix (2017)

Filip Albrecht lebt in Prag und in Nizza. Er ist Mitglied des Rotary Club Prague International (RCPI).

## Filmografie (Auswahl)
- 2016: Die Geliebte des Teufels (Lída Baarová)

## Einzelnachweise

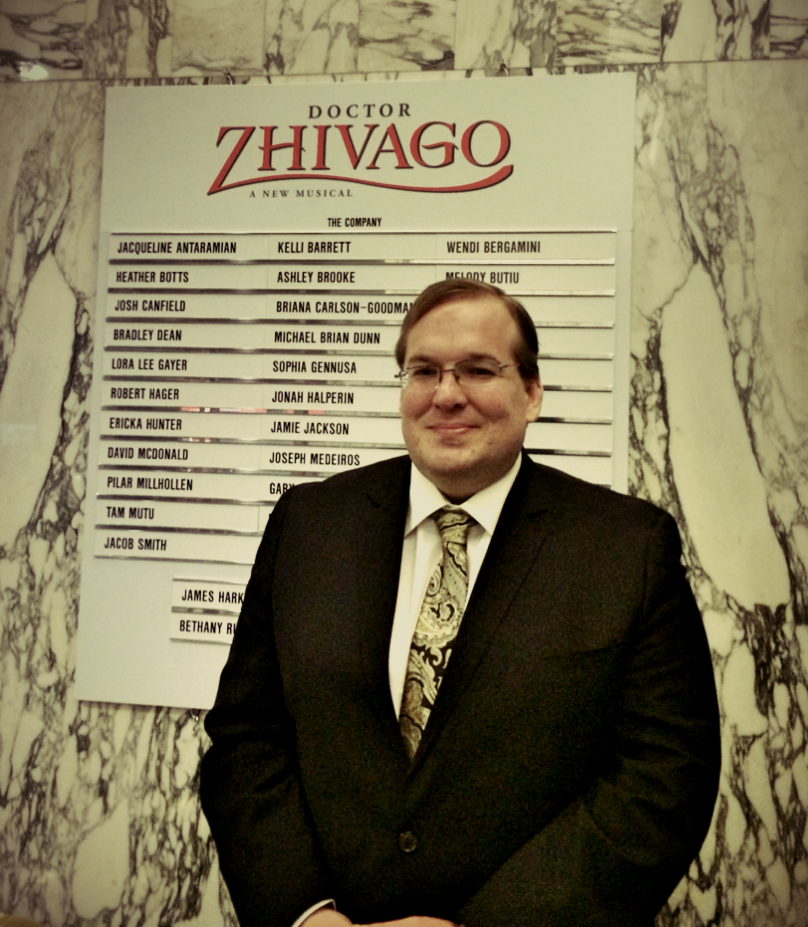
Filip Albrecht auf der Broadway-Premiere von Doctor Zhivago in New York, 2015